# Leucauge funebris
Leucauge funebris este o specie de păianjeni din genul Leucauge, familia Tetragnathidae, descrisă de Mello-leitao, 1930. Conform Catalogue of Life specia Leucauge funebris nu are subspecii cunoscute.